# Saint-Lumine-de-Clisson
Saint-Lumine-de-Clisson är en kommun i departementet Loire-Atlantique i regionen Pays de la Loire i nordvästra Frankrike. Kommunen ligger i kantonen Clisson som tillhör arrondissementet Nantes. År 2022 hade Saint-Lumine-de-Clisson 2 118 invånare.

## Befolkningsutveckling
Antalet invånare i kommunen Saint-Lumine-de-Clisson
| Referens: INSEE |